# Vrbas (Serbia)
Vrbas (del serbio Врбас; llamada Вербас en ruteno, Verbász en húngaro, Vrbas en croata, Werbass en turco y Verbas en alemán) es un municipio y una localidad de la provincia de Voivodina, al norte de Serbia, situada en el distrito de Bačka del Sur. Según el censo nacional, en 2011 el municipio contaba con una población total de 41.950 personas, de las cuales 23.910 estaban censadas en la capital.

## Localidades
| Mapa municipal | Mapa municipal | Mapa municipal | |
| -------------- | -------------- | -------------- | --- |
| Mapa municipal | Mapa municipal | Mapa municipal | Localidades - Bačko Dobro Polje - Zmajevo - Kosančić - Kucura - Ravno Selo - Savino Selo - Vrbas, cabeza de municipio. |